# درة لير (زلاغي الشرقي)
درة لیر (بالفارسية: دره لیر) هي قرية تقع في إيران في قسم زلاغي الشرقي الریفي. يقدر عدد سكانها بـ 0 نسمة بحسب إحصاء 2016.